# Hemerobius namjagbarwanus
Hemerobius namjagbarwanus är en insektsart som beskrevs av C.-k. Yang et al in Huang et al. 1988. Hemerobius namjagbarwanus ingår i släktet Hemerobius och familjen florsländor. Inga underarter finns listade i Catalogue of Life.